# Stephanie Venier
Stephanie Venier (Innsbruck, 19 december 1993) is een Oostenrijkse alpineskiester. Ze vertegenwoordigde haar vaderland op de Olympische Winterspelen 2018 in Pyeongchang.

## Carrière
Venier maakte haar wereldbekerdebuut in januari 2013 in Sankt Anton am Arlberg. In november 2013 scoorde ze in Beaver Creek haar eerste wereldbekerpunten. De Oostenrijkse haar eerste toptienklassering in een wereldbekerwedstrijd in december 2015 in Lake Louise. In januari 2017 stond Venier in Garmisch-Partenkirchen voor de eerste maal in haar carrière op het podium van een wereldbekerwedstrijd. Op de wereldkampioenschappen alpineskiën 2017 in Sankt Moritz veroverde ze de zilveren medaille op de afdaling, daarnaast eindigde ze als zevende op de Super G. Tijdens de Olympische Winterspelen van 2018 in Pyeongchang wist de Oostenrijkse niet te finishen op de afdaling.
Op 27 januari 2019 boekte Venier in Garmisch-Partenkirchen haar eerste wereldbekerzege.
In de daarop volgende seizoenen vielen de resultaten eerder tegen waardoor ze in het seizoen 2022-2023 bijna uit het Oostenrijkse team viel maar door een sterk einde van het seizoen met enkele goede resultaten wist ze haar vaste stek terug op te eisen. In het seizoen 2023-2024 beleefde ze opnieuw hoogdagen in haar carrière met een 1e plaats op zowel de afdaling op 26 januari 2024 in Cortina d’Ampezzo als de Super G op 18 februari 2024 in Crans Montana.
Op 6 februari 2025 behaalde ze op de wereldkampioenschappen in eigen land de wereldtitel op de Super G.

## Resultaten

### Olympische Spelen
| Jaar | Plaats      | Resultaten                          |
| ---- | ----------- | ----------------------------------- |
| 2018 | Pyeongchang | DNS1 Alpine combinatie DNF Afdaling |

### Wereldkampioenschappen
| Jaar | Plaats             | Resultaten                             |
| ---- | ------------------ | -------------------------------------- |
| 2017 | Sankt Moritz       | Afdaling · 7e Super G                  |
| 2019 | Åre                | 4e Afdaling DNF Super G                |
| 2021 | Cortina d'Ampezzo  | 20e Super G                            |
| 2023 | Courchevel-Méribel | 7e Afdaling                            |
| 2025 | Saalbach           | Super G · Teamcombinatie · 9e Afdaling |

### Wereldbeker
Eindklasseringen
| Seizoen   | Algm | AD     | SG  | SC  |
| --------- | ---- | ------ | --- | --- |
| 2013/2014 | 98e  | –      | 42e | 27e |
| 2014/2015 | 101e | 42e    | 46e | –   |
| 2015/2016 | 46e  | 30e    | 17e | 39e |
| 2016/2017 | 16e  | 12e    | 5e  | 28e |
| 2017/2018 | 27e  | 13e    | 19e | 29e |
| 2018/2019 | 9e   | Zilver | 9e  | -   |
| 2019/2020 | 14e  | 7e     | 5e  | -   |
| 2020/2021 | 44e  | 21e    | 22e |     |
| 2021/2022 | 46e  | 22e    | 35e |     |
| 2022/2023 | 32e  | 22e    | 14e |     |
| 2023/2024 | 10e  | 4e     | 4e  |     |
| 2024/2025 | 27e  | 16e    | 12e |     |

Wereldbekerzeges
| Datum            | Plaats                 | Onderdeel |
| ---------------- | ---------------------- | --------- |
| 27 januari 2019  | Garmisch-Partenkirchen | Afdaling  |
| 26 januari 2024  | Cortina d'Ampezzo      | Afdaling  |
| 18 februari 2024 | Crans-Montana          | Super G   |